# Tomohiro Nishikado
Tomohiro Nishikado (西角友宏) est un créateur et développeur de jeux vidéo né le 31 mars 1944 à Kishiwada dans la préfecture d'Osaka. Il est célèbre pour avoir créé le jeu vidéo Space Invaders (1978).

## Biographie
Nishikado est diplômé en 1968 de la Tokyo Denki University. Il rejoint  Pacific Industries Ltd, une filiale de Taito Trading Company en 1969. Après avoir travaillé sur des jeux mécaniques, il développe Soccer en 1972, un jeu très similaire à Pong, premier jeu vidéo d'arcade japonais révélé au public en 1973. En 1978, il développe Space Invaders après avoir créé plus de dix jeux vidéo différents. Il quitte Taito en 1996 pour fonder sa propre compagnie Dreams Game.

## Ludographie
- Sky Fighter (1970)
- Sky Fighter II (1971)
- Border Line (1972)
- Davis Cup (1973)
- Soccer (1973)
- Astro Race (1973)
- Basketball (1974)
- Supidoresu (1974) aussi connu sous le nom Speed Race
- Speed Race DX (1975)
- Western Gun (1975)
- Speed Race Twin (1976)
- Interceptor (1976)
- Fisco 400 (1977)
- Super Speed Race (1977)
- Road Champion (1977)
- T.T. Soccer (1978)
- Space Invaders (1978)
- Space Invaders Part II (1979)
- Lunar Rescue (1979)
- Balloon Bomber (1980)
- Space Cyclone (1980)
- Super Space Invaders '91 (1990)
- Sagaia (1991)
- Parasol Stars: The Story of Bubble Bobble III (1991)
- Darius Twin (1991)
- Chase H.Q. II: Special Criminal Investigation (1992)
- Lufia and the Fortress of Doom (1993)
- Sonic Blast Man II (1994)
- Bust-a-Move 2: Arcade Edition (1998)
- Space Invaders Revolution (2005)